# Гегерсдорф
Гегерсдорф (нім. Högersdorf) — громада в Німеччині, розташована в землі Шлезвіг-Гольштейн. Входить до складу району Зегеберг. Складова частина об'єднання громад Лецен.
Площа — 4,94 км2. Населення становить 400 ос. (станом на 31 грудня 2020).